# کوه برع

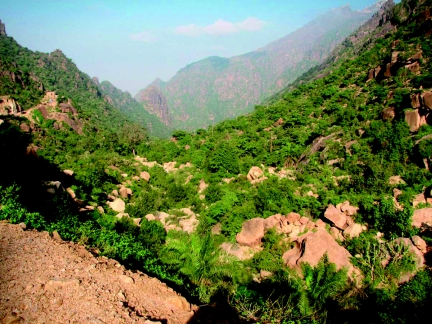
کوه برع در یمن

کوه برع (عربی: جبل بُرع) یک کوه گرانیت واقع‌شده در شهرستان برع، شهرستان باجل، یمن است. این منطقه تحت نظر برای ثبت شدن به عنوان میراث جهانی یونسکو در نظر گرفته شده‌است. این کوه در رده فرهنگی و طبیعی در فهرست آزمایشی قرار دارد.